# Supersypnoides moorei
Supersypnoides moorei är en fjärilsart som beskrevs av Butler 1881. Supersypnoides moorei ingår i släktet Supersypnoides och familjen nattflyn. Inga underarter finns listade i Catalogue of Life.